# Eco (mitologia)

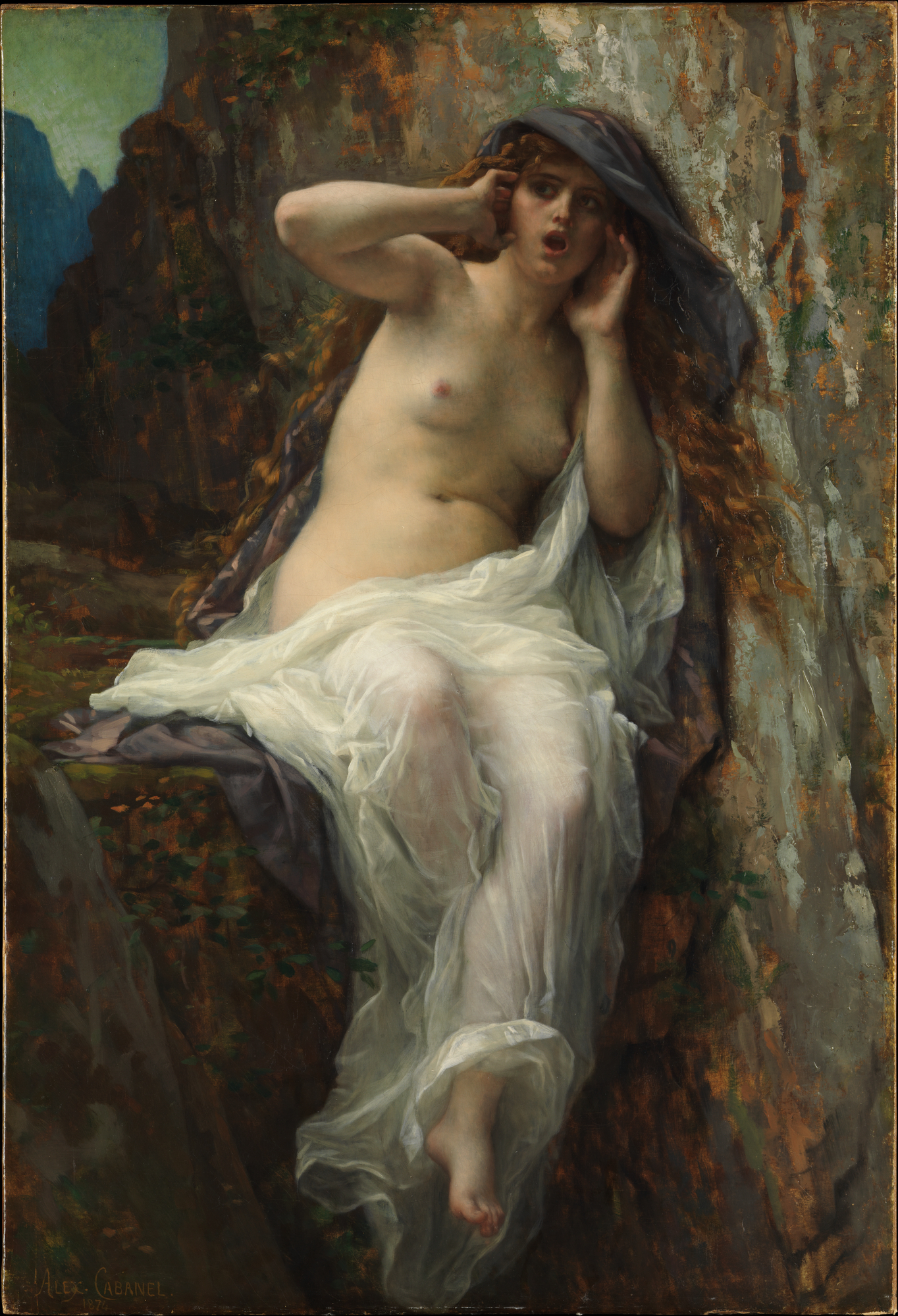
Pintura de Eco, por Alexandre Cabanel

Eco (em grego, [ˈɛkoʊ]; em grego:  Ἠχώ, Ēkhō, "echo", era, na mitologia grega, uma bela jovem ninfa oréade que residia no Monte Citerão.
Eco amava os bosques e os montes, onde muito se distraía. Era querida pela deusa Ártemis, a quem acompanhava em suas caçadas. Tinha, no entanto, um defeito: falava demais e sempre queria dar a última palavra em qualquer conversa ou discussão.
Há relato de que Narciso se apaixonou por Eco, que o rejeitou, e que essa desilusão fez com que o fato de se atrair pela própria imagem tenha a influência de Eco.
Em certa ocasião, Hera desconfiou, com razão, que seu marido Zeus se divertia com as ninfas. Enquanto as ninfas se escondiam de Hera, Eco tentou distraí-la com uma conversa e, no entanto, foi castigada: só seria capaz de falar repetindo o que os outros dissessem.

## Mitos
Eco era uma das Oréades, as ninfas das montanhas, e adorava sua própria voz. Como Zeus adorava estar entre as belas ninfas, visitava-as com grande frequência. Suspeitando dessas ausências do esposo, Hera veio à terra a fim de flagrá-lo com suas amantes.
Sendo a prolixa Eco a única do grupo que não divertia-se com Zeus, intentou salvar suas amigas, falando com a esposa de Zeus ininterruptamente, de forma a possibilitar que o deus e as outras ninfas escapassem. Finalmente a deusa conseguiu livrar-se dela e, chegando ao campo onde os amantes estavam, encontrou-o deserto. Percebendo que tinha sido lograda, resolveu castigá-la. Ela não teria mais o poder de iniciar uma conversa, apenas de ter a última palavra.

### Versão deOvídio
Zeus havia usado do dom da fala de Eco para distrair a esposa, a fim de continuar seu adultério. Hera logo descobriu o ardil e condenou-a a para sempre repetir apenas as últimas palavras das frases que os outros diziam (ecolalia). A ninfa perdia assim seu mais precioso dom, aquilo que mais amava.
Enquanto vagava em seu sofrimento, noutra parte havia um homem chamado Narciso. Era ele tão belo que mulheres e homens ao verem-no logo se apaixonavam. Mas Narciso, que parecia não ter coração, não correspondia a ninguém.
Certo dia, vagando Eco pelos bosques, encontrou o belo mancebo por quem, claro, caiu de amores. Como não podia falar-lhe, limitou-se a segui-lo, sem ser vista.
O jovem, porém, estando perdido no caminho, perguntou: "Tem alguém aqui?"
Ao que obteve apenas a resposta: "Aqui, aqui, aqui…".
Narciso intimou a quem respondia para sair do esconderijo. Eco apareceu-lhe e, como não podia falar, usou as mãos para em gestos dizer do grande amor que lhe devotava. Narciso, chateado com a quantidade de pessoas a amarem-no, rejeitou também à bela ninfa.
A pobre Eco, tomada de desgosto, rezou para que Afrodite lhe tirasse a vida. A deusa, entretanto, tanto gostou daquela voz, que deixou-a viver.
Segundo a narrativa de Ovídio, um rapaz apaixonou-se depois por Narciso e, desprezado, orou aos deuses por vingança, sendo atendido por Nêmesis - a deusa que arruína os orgulhosos - que decidiu fazer com que o belo moço sofresse daquele mesmo desprezo com que aos outros tratava: vê-lo cair de amores por seu próprio reflexo. Sem poder jamais ser correspondido pela imagem, morre de desgosto, indo para o País de Hades, a terra dos mortos, onde passa a eternidade atormentado pela visão do próprio reflexo nas águas do rio Estige.

### Outras versões
Segundo outras fontes, Eco era uma ninfa que tinha maravilhosos dons de canto e dança, que desprezava os amores de qualquer homem. O deus Pã dela se apaixona, mas obtém-lhe apenas o desdém. Tolhido em sua lascívia, Pã se enfurece, ordenando aos seus seguidores que a matem. Eco foi então estripada, e seus pedaços espalhados por toda a Terra.
A Titã Gaia incorporou os pedaços da ninfa, com os restos de sua voz, que repetem as últimas palavras que os outros dizem.
Em algumas variantes dessa versão, Eco e Pan chegaram a ter uma filha, chamada Jambe[carece de fontes?].